# 茱蒂·葛瑞兒
茱蒂絲·泰瑞絲·埃文斯（英語：Judith Therese Evans，1975年7月20日—）或稱藝名茱蒂·葛瑞兒（Judy Greer），美國女演員、導演、模特兒和作家，同時也被認爲是角色演員。
葛瑞兒出演的知名電影包括《風騷壞姊妹》（1999年）、《奪寶大作戰》（1999年）、《男人百分百》（2000年）、《婚禮專家》（2001年）、《蘭花賊》（2002年）、《女孩夢三十》（2004年）、《伊麗莎白小鎮》（2005年）、《27件禮服的秘密》（2008年）、《愛情藥不藥》（2008年）和《繼承人生》（2011年）。也在漫威電影宇宙電影《蟻人》（2015年）及其續集《蟻人與黃蜂女》（2018年）中飾演瑪姬·蘭（Maggie Lang）。2017年推出首部執導作品《不朽的發生》。2022年为动画电影《我爸爸的小飞龙》配音。

## 早年生活
茱蒂·葛瑞兒出生於密歇根州底特律。母親茉莉·安（Mollie Ann）是醫院管理人員，本姓葛瑞兒（Greer）；父親瑞奇·埃文斯（Rich Evans）則是機械工程師。茉莉·安曾是修女，在進入修道院8年後因“不端”行徑被趕出，包括擁有一件紅色泳衣。
葛瑞兒從小就是天主教徒，主要在密西根州雷德福和利沃尼亞長大。她曾就讀於丘吉爾中學，並於1997年從德保羅大學以藝術學士學位畢業。因為當時有多位重名茱蒂·埃文斯的女演員，她便將娘家姓氏用作自己的藝名。

## 個人生活
2011年，葛瑞兒與《馬厄脫口秀》執行製片人狄恩·E·約翰森（Dean E. Johnsen）結婚，成為約翰森兩個孩子的繼母。
葛瑞兒在天主教家庭中長大，10歲時說服父母讓她去長老教會教堂，聲稱自己會在那裡更接近上帝——真實原因是她認為那座教會中有可愛的男孩子。葛瑞兒在2014年的一次採訪中表示自己不再是天主教徒。同年她向《魅力》雜誌表示：“我一直想嘗試學習如何冥想，我研究了不同類型，超覺靜坐似乎最簡單，我喜歡它在任何方面都不具有宗教性。”

## 外部連結
- 茱蒂·葛瑞兒在互联网电影资料库（IMDb）上的資料（英文）
- 茱蒂·葛瑞兒的X（前Twitter）
- 茱蒂·葛瑞兒的Instagram帳戶